# Wain
Wain è un comune tedesco di 1 702 abitanti situato nel land del Baden-Württemberg.